# Кашкино (Белозерский район)
Кашкино — деревня в Белозерском районе Вологодской области.
Входит в состав Антушевского сельского поселения, с точки зрения административно-территориального деления — в Антушевский сельсовет.
Расстояние по автодороге до районного центра Белозерска — 19 км, до центра муниципального образования села Антушево — 6 км. Ближайшие населённые пункты — Березово, Сидорово, Старое Село.
По данным переписи в 2002 году постоянного населения не было.